# Прапор Черкаської області
Прапор Черкаської області — символ, що відображає історію й традиції області. Разом із гербом становить офіційну символіку органів місцевого самоврядування та виконавчої влади Черкаської області.
Являє собою прямокутне полотнище синього кольору, яке символізує небесну височінь, гідність. У центрі полотнища розміщено двостороннє зображення герба. Краї трьох сторін полотнища обрамлені жовтою бахрамою (четверта одягається на древко), у верхній частині якого закріплено два шнури відповідно синього і жовтого кольорів з кутасами золотистого кольору. Співвідношення ширини полотнища до його довжини 2:3.